# Кикињан
Кикињан (фр. Cucugnan) насеље је и општина у јужној Француској у региону Лангдок-Русијон, у департману Од која припада префектури Нарбон.
По подацима из 2011. године у општини је живело 135 становника, а густина насељености је износила 8,81 становника/km². Општина се простире на површини од 15,33 km². Налази се на средњој надморској висини од 360 метара (максималној 822 m, а минималној 218 m).

## Демографија
| 1999. | 2011. |
| ----- | ----- |
| 113   | 135   |